# Cerebratulus liguricus
Cerebratulus liguricus är en djurart som tillhör fylumet slemmaskar, och som beskrevs av Blanchard 1849. Cerebratulus liguricus ingår i släktet fläsknemertiner, och familjen Cerebratulidae. Inga underarter finns listade i Catalogue of Life.